# 石川琢磨
石川 琢磨（いしかわ たくま、1894年〈明治27年〉4月3日 - 1959年〈昭和34年〉6月）は、大日本帝国陸軍軍人。最終階級は陸軍少将。功四級。

## 経歴
1894年（明治27年）に佐賀県で生まれた。陸軍士官学校第28期、陸軍大学校第38期卒業。1938年（昭和13年）7月15日、陸軍歩兵大佐に進級し、12月10日に第13師団参謀長に着任。1940年（昭和15年）3月に陸軍予科士官学校生徒隊長を経て、1942年（昭和17年）2月に第11軍参謀副長に就任し、中国戦線に出動。
同年8月1日に陸軍少将に進級し、歩兵第35旅団長に着任。1943年（昭和18年）3月11日に東部軍司令部附となり、3月31日に予備役に編入された。1944年（昭和19年）に召集され、東部軍司令部附を経て、5月10日に釜山要塞司令官兼釜山陸軍軍需輸送統制部長（関東軍・第17方面軍）に就任し、終戦を迎えた。
1947年（昭和22年）11月28日、公職追放仮指定を受けた。